# Částkov u Tachova
Částkov (deutsch Schossenreith) ist eine Gemeinde im westlichen Tschechien. Sie liegt 7 Kilometer südöstlich von Tachov.

## Geschichte
Die erste Erwähnung von Schossenreith stammt aus dem Jahre 1272. Bis zur Aufhebung der Patrimonialherrschaften im Jahre 1850 war das Dorf zur Herrschaft Alt Zedlisch zugehörig. Gepfarrt war es ebenfalls dorthin, besaß aber eine Filialkirche. 1939 lebten in dem Ort 265 Menschen.
Nach dem Münchner Abkommen wurde der Ort dem Deutschen Reich zugeschlagen und gehörte bis 1945 zum Landkreis Tachau.
Am 1. Januar 1980 wurde Částkov nach Staré Sedliště eingemeindet, seit dem 24. November 1990 ist es wieder eine eigenständige Gemeinde.

## Gemeindegliederung
Die Gemeinde Částkov besteht aus den Ortsteilen Částkov, Maršovy Chody (Maschakotten) und Pernolec (Bernetzreith), die zugleich auch Katastralbezirke bilden.

## Kultur und Sehenswürdigkeiten

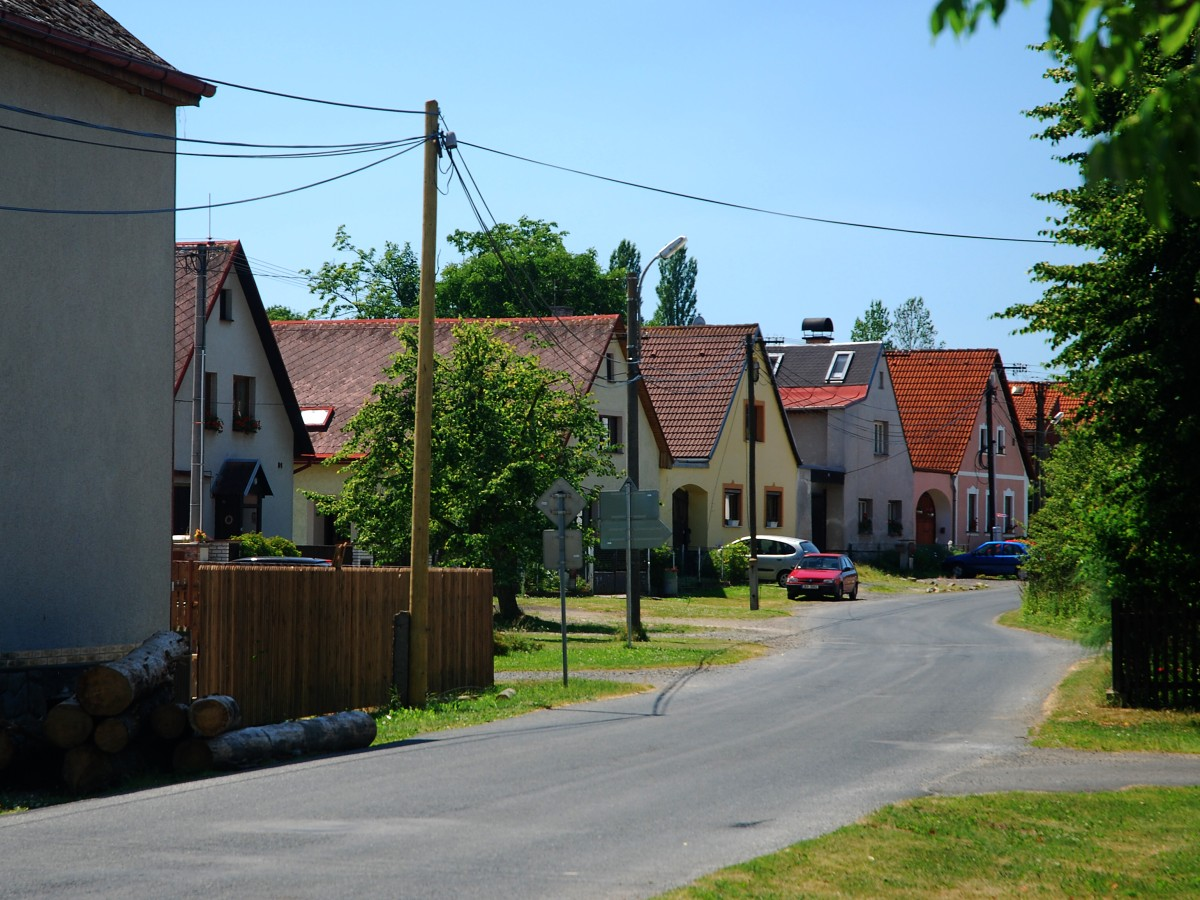
Blick auf Částkov
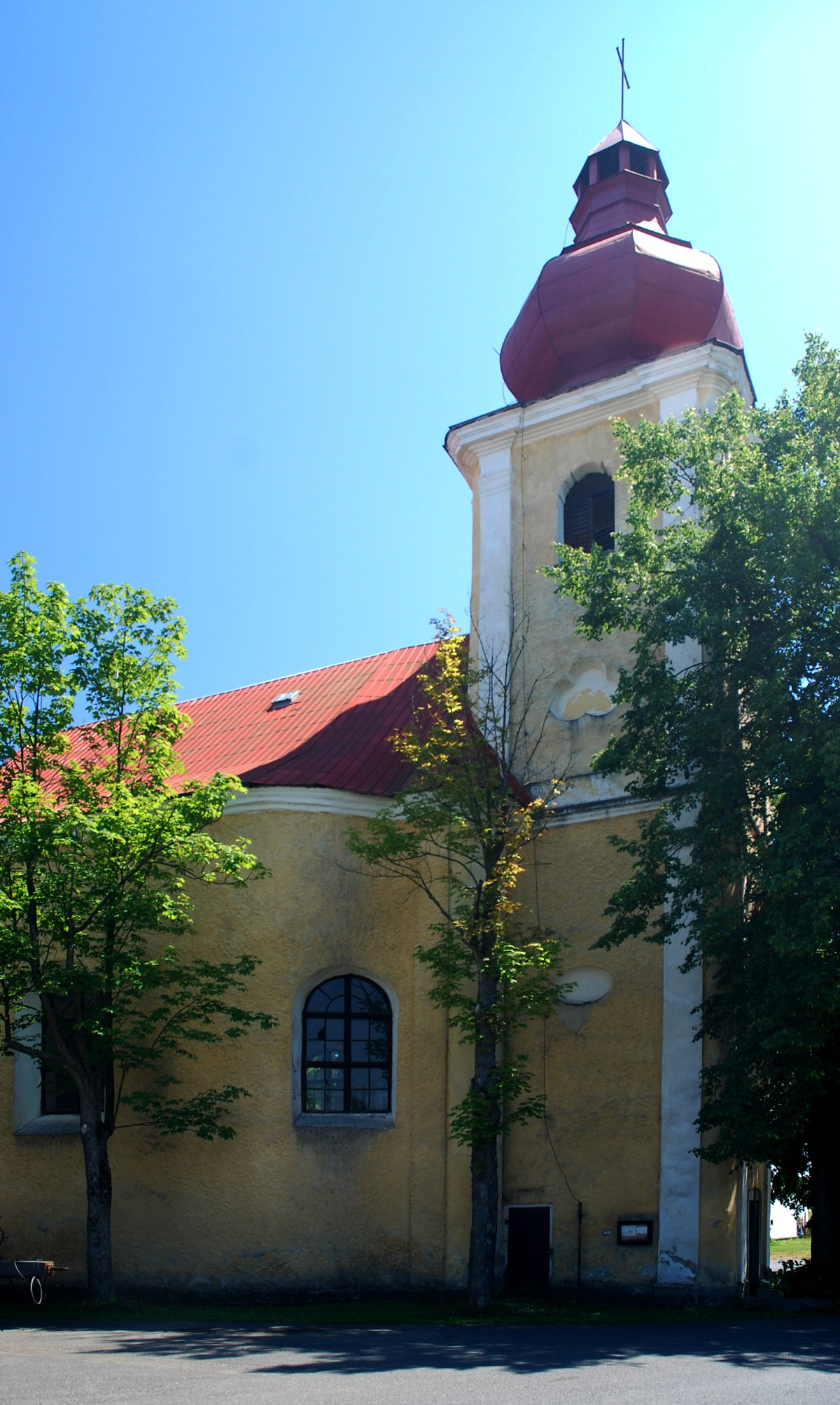
Kirche der Gemeinde